# Gecarcinus
Gecarcinus is een geslacht van kreeftachtigen uit de klasse van de Malacostraca (hogere kreeftachtigen).

## Soorten
- Gecarcinus lateralis (Fréminville, 1835)
- Gecarcinus quadratus Saussure, 1853
- Gecarcinus ruricola (Linnaeus, 1758)